# San Roque de Riomiera
San Roque de Riomiera és un municipi de la Comunitat Autònoma de Cantàbria. Limita al nord amb els municipis de Santa María de Cayón, Miera i Saro, a l'est amb Ruesga i Soba, al sud amb la província de Burgos i a l'oest amb Selaya, Villacarriedo i Vega de Pas.

## Localitats
- La Concha.
- Morilla.
- La Pedrosa (Capital).

## Demografia
| 1900 | 1910 | 1920 | 1930 | 1940 | 1950  | 1960 | 1970 | 1980 | 1990 | 2000 | 2007 |
| ---- | ---- | ---- | ---- | ---- | ----- | ---- | ---- | ---- | ---- | ---- | ---- |
| 912  | 801  | 821  | 845  | 977  | 1.117 | 977  | 998  | 612  | 638  | 528  | 456  |

Font: INE

## Administració
| Eleccions municipals, 23 de maig de 2003 |      |        |          |
| Partit                                   | Vots | %      | Regidors |
| Ucn                                      | 117  | 32,77% | 2        |
| PP                                       | 84   | 23,53% | 2        |
| PSOE                                     | 71   | 19,89% | 1        |
| PRC                                      | 42   | 11,76% | 1        |
| AESRR                                    | 41   | 11,48% | 1        |

| Eleccions municipals, 27 de maig de 2007 |      |        |          |
| Partit                                   | Vots | %      | Regidors |
| PRC                                      | 214  | 61,14% | 5        |
| PSOE                                     | 78   | 22,29% | 1        |
| PP                                       | 58   | 16,57% | 1        |